# Azodicarbonamida
Azodicarbonamida é uma substância química sintetizada com uma fórmula molecular C2H4O2N4. Como aditivo alimentar é conhecida por E927 e apresenta-se como um pó cristalino, de cor amarelada a alaranjada e inodoro.

## Aplicações

### Agente expansor
O principal uso da azodicarbonamida encontra-se na produção de plásticos espumados como agente de expansão. A decomposição térmica dessa substância resulta na produção de nitrogênio, monóxido de carbono, dióxido de carbono e gases de amônia, que acabam presos em bolhas no interior do polímero para formar a espuma.
A azodicarbonamida é usada em plásticos, couro sintético e em outras indústrias, e pode ser pura ou modificada com a finalidade de alterar as temperaturas da reação. Enquanto a substância pura geralmente reage em temperaturas ao redor dos 200ºC, a versão modificada contém aditivos que aceleram a reação, permitindo que ocorra em temperaturas mais baixas, em torno de 170ºC, de modo que seu uso na indústria pode ocorrer de variadas formas.
Um exemplo de uso da azodicarbonamida como agente expansor é a fabricação de espumas de vinil (PVC), na qual a substância possui um papel durante a formação de bolhas através de sua decomposição em vários gases a altas temperaturas. A espuma de vinil é elástica e não desliza em superfícies lisas, razão pela qual é bastante usada na parte inferior dos tapetes, como os de ioga.

### Aditivo alimentício
O composto é também usado como agente clareador de farinha e condicionador de massas. Ele reage com a farinha úmida como um agente oxidante e o principal produto de sua reação é a biureia, um derivado da ureia que não se decompõe enquanto a massa é assada. Os produtos da reação secundária incluem semicarbazida e carbamato de etila. Diversos restaurantes de fast-food nos EUA removeram esse aditivo em resposta à imagem negativa que seu uso produzia.

## Segurança e regulação
Em uma publicação de 1999, a OMS indicou a existência de ligações entre a azodicarbonamida e a ocorrência de asma, alergias e problemas respiratórios em indivíduos cujo ambiente de trabalho processava ou manufaturava o composto. Na época, a exposição do público geral à substância não pôde ser medida em razão da falta de informações disponíveis. A OMS concluiu que, para esse último caso, como o nível de risco é incerto, os níveis de exposição deveriam diminuir ao máximo possível.
Desde agosto de 2005, foi banido na União Europeia seu uso como agente de expansão de plásticos cujos usos incluem contato direto com alimentos.
No Reino Unido, a Secretaria de Saúde e Segurança identificou a azodicarbonamida como um sensibilizante das vias respiratórias em ambientes de trabalho, sendo um possível causador de asma, e foi determinada a sinalização adequada de containers contendo a substância.
No Brasil, é legalizado o uso como aditivo alimentício nos limites de até 0,004g da substância por 100g de farinha. Nos Estados Unidos, a azodicarbonamida tem status de geralmente reconhecido como seguro(GRAS) e é permitida a sua adição à farinha em até 45 ppm.

Seu uso como aditivo alimentício, no entanto, não foi autorizado na Austrália e na União Europeia.